# تشلسي توماس
تشلسي توماس (بالإنجليزية: Chelsea Thomas) هي لاعبة كرة لينة أمريكية، ولدت في 26 يناير 1990 في بليزنتفيل في الولايات المتحدة.